# Příležitost dělá zloděje
Příležitost dělá zloděje (v německém originále Gelegenheit macht Diebe) je opera (singspiel, autorským označením „opereta“) o třech dějstvích českého skladatele Františka Ondřeje Holého na libreto herce a dramatika Karla Franze Henische.
Skladatel František Ondřej Holý působil na přelomu 60. a 70. let 18. století v Praze jako kapelník u divadelní společnosti Johanna Josepha Bruniana, kde působil i původem vídeňský herec a zpěvák Karl Franz Henisch (1745–1776). Roku 1773 oba odešli do Berlína ke společnosti Gottfrieda Heinricha Kocha (1703–1775) a po jeho smrti společně přestoupili do divadelní společnosti Johanna Christiana Wäsera (1743–1781), který měl od roku 1772 výlučné divadelní privilegium pro slezskou metropoli Vratislav. Pro všechny tyto společnosti psal Holý hudbu pro divadelní potřeby – především zpěvohry (singspiely), avšak také hudbu k činohrám nebo příležitostným scénám, jakož i úpravy či instrumentaci děl jiných skladatelů.
V literatuře se bez upřesnění pramenů uvádí, že premiéru singspielu Příležitost dělá zloděje uvedla Wäserova divadelní společnost roku 1775 ve Vratislavi. V roce libretistovy smrti se uvádí Příležitost dělá zloděje jako nepublikovaná tříaktová opereta, jako jedno z Henischových posledních děl. Předlohou byla zřejmě stejnojmenná komedie španělského dramatika 17. století dona Agustína Moreta y Cabany La ocasión hace al ladrón, která vyšla roku 1770 poprvé v němčině. Theater-Almanach na rok 1778 (vydaný roku 1777) dosvědčuje tuto operetu mezi díly zkomponovanými Františkem Ondřejem Holým a jako jedna z Holého kompozic je zmiňována i v jeho nekrologu roku 1783. Hudba se však nedochovala, text nebyl vydán a rovněž dobový tisk se o této práci zmiňuje jen letmo, takže informace o ní nejsou jisté.